# 2021年至2022年德国足球地区联赛
2021年至2022年德国足球地区联赛（德語：Fußball-Regionalliga 2021/22）是德国足球地区联赛作为德国第四级赛事的第14个赛季，也是改革为五轨赛制后的第9个赛季。自2018-19赛季起，将产生4个升入德丙联赛的名额。在本赛季中，来自西南、西部和巴伐利亚地区联赛的冠军都可直接升级。来自北部和东北地区联赛的冠军则需参加两场主客場制的升级资格赛，以确定第四个升级名额。

## 地区联赛构成
1. 由巴伐利亚足球协会辖下20支球队参加的2021年至2022年巴伐利亚地区联赛
2. 由德国北部足球协会辖下21支球队参加的2021年至2022年北部地区联赛
3. 由德国东北足球协会辖下20支球队参加的2021年至2022年东北地区联赛
4. 由德国西南足球地区协会及德国南部足球协会（巴伐利亚足协除外）辖下19支球队参加的2021年至2022年西南地区联赛
5. 由德国西部足球协会辖下20支球队参加的2021年至2022年西部地区联赛

## 升级资格赛
德丙升级资格赛由北部地区联赛和东北地区联赛的冠军参加。主客場制两回合资格赛的胜者可升入2022年至2023年德国足球丙级联赛。首回合定于2022年5月28日举行，次回合定于2022年6月4日举行。
如果球队放弃参赛，或者没有任何球队能够通过地区联赛的竞技成绩入围，则升级名额将通过抽签产生。
以下球队通过竞技排名取得了参加升级资格赛的资格：
- 北部地区联赛冠军：VfB奥尔登堡
- 东北地区联赛冠军：柏林迪纳摩

| 第一隊     | 總比數 | 第二隊      | 首回合 | 次回合 |
| ---------- | ------ | ----------- | ------ | ------ |
| 柏林迪纳摩 | 2–3    | VfB奥尔登堡 | 0–2    | 2–1    |

所有时间均为欧洲中部夏令时间（UTC+2）
| 2022年5月28日 14:00 |

| 柏林迪纳摩 | 0–2  | VfB奥尔登堡       |
| ---------- | ---- | ----------------- |
|            | 報告 | 齐塔斯基 28', 78' |

| 柏林体育论坛体育场 觀眾人數：4,240 ：尼古拉斯·温特 |

| 2022年6月4日 14:00 |

| VfB奥尔登堡 | 1–2  | 柏林迪纳摩                  |
| ----------- | ---- | --------------------------- |
| 魏格纳 34'  | 報告 | - 布兰特 44' - 博伊基 90+6' |

| 奥尔登堡行军路体育场 觀眾人數：12,000 ：帕特里克·阿尔特 |

VfB奥尔登堡以总比分3–2晋级。